# Bahrain Club
Bahrain Club is een Bahreinse voetbalclub. De club speelt anno 2020 in Bahreinse Second Division. Bahrain Club heeft ook een teams voor andere sporten zoals een Basketball, handbal en volleybal

## Erelijst
- Premier League : 1968, 1978, 1981, 1989 (5x)
- Bahraini King's Cup : 1970, 1971 (2x)
- Bahraini Second Divison : 2011 (1x)